# Jaskinia Barbarossy

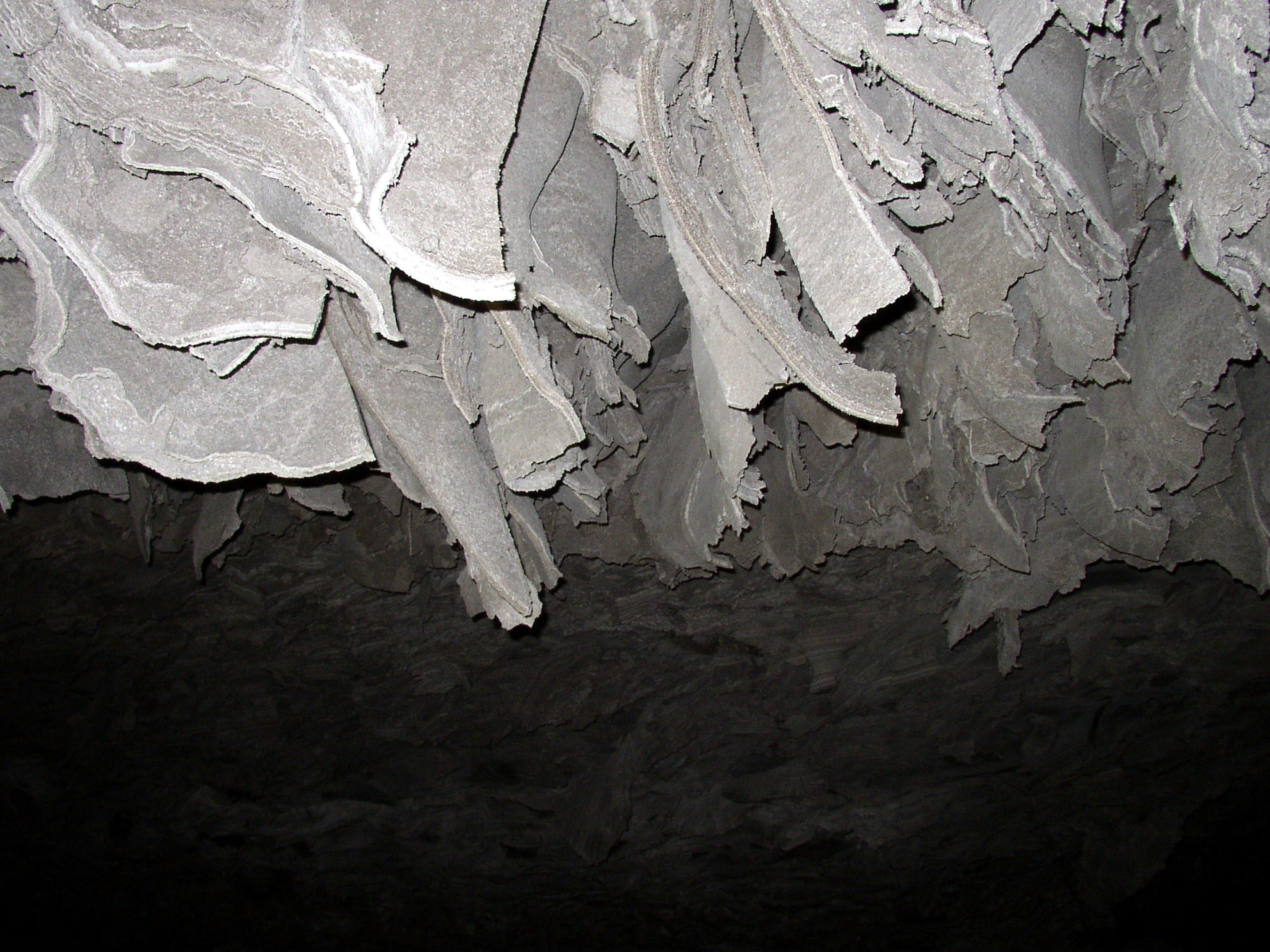
Płaty gipsu w Jaskini Barbarossy (2005)

Jaskinia Barbarossy (niem. Barbarossahöhle) – jaskinia anhydrytowa (gipsowa) we wzgórzach Kyffhäuser koło Rottleben we wschodnioniemieckim landzie Turyngia. Jest to jaskinia z dużymi kawernami, grotami i jeziorkami. Na skutek wilgoci powietrza w jaskini anhydryt utworzył na powierzchni gips i w efekcie zwiększył swoją objętość. Powstałe warstwy gipsu stopniowo oddzielają się od leżącej pod nimi skały i zwisają jak tapeta ze ścian i sufitów jaskiń.
Odkryta w 1865 roku podczas drążenia sztolni w poszukiwaniu kupferschiefer, czyli miedzionośnych łupków lub margli bitumicznych. W 1866 roku została zagospodarowana i otwarta jako jaskinia turystyczna pod nazwą Jaskinia Falkenburska (Falkenburger Höhle). Powierzchnia podłoża wynosi ok. 25 000 m². Interesujące dla zwiedzających są podziemne jeziora, które dzięki zawartości gipsu mają opalizujący zielony kolor oraz kamienna konstrukcja wykonana przez człowieka, znana jako Stół i Krzesło Barbarossy (Tisch und Stuhl von Barbarossa).
Jej położenie na wzgórzach Kyffhäuser dało początek jej związkowi z legendą o Barbarossie, a bliskość pomnika Kyffhäuser spowodowała, że pod koniec XIX wieku nazwano ją Jaskinią Barbarossy (Barbarossahöhle). Według legendy Fryderyk Barbarossa będzie spał w podziemnym pałacu do czasu zjednoczenia Niemiec. Jego broda rośnie wokół okrągłego stołu. Do tej pory okrążyła stół dwukrotnie, ale gdy okrąży go po raz trzeci, rozpocznie się koniec świata lub Barbarossa obudzi się i rozpocznie swoje panowanie na nowo. Według legendy, do tego czasu nie będzie innych dobrych cesarzy.
Jaskinia Barbarossa leży na Szlaku Krasowym (Karstwanderweg).